# 宮城県道110号大河原高倉線
宮城県道110号大河原高倉線（みやぎけんどう110ごう おおがわらたかくらせん）は、宮城県角田市の宮城県道24号白石丸森線から柴田郡大河原町の国道4号を結ぶ一般県道である。2019年3月より宮城県道232号上代寺前線が統合された。

## 路線概要
白石川に架かる大河原橋から国道4号線大河原バイパスとの分岐点（終点）までの区間は旧国道4号線である。県道白石柴田線との重複区間は道幅が狭いが、それ以外はごく普通の道幅である。
- 起点：宮城県角田市高倉上代（交差点＝宮城県道24号白石丸森線交点、旧 宮城県道232号上代寺前線 起点）
- 終点：宮城県柴田郡大河原町金ヶ瀬（交差点＝国道4号交点、旧 宮城県道110号大河原高倉線 起点）
- 延長：11,906.8 m

## 重複区間
- 国道113号（角田市）- 統合された旧2線終点を接続し、現道では重複区間指定となった。
- 宮城県道50号白石柴田線（柴田郡大河原町）

## 通過する自治体
- 角田市
- 柴田郡
  - 大河原町

## 接続する道路
- 宮城県道24号白石丸森線（角田市、始点）
- 国道113号（角田市）
- 仙南東部広域農道蔵王さくらロード（柴田郡大河原町）
- 宮城県道50号白石柴田線 （柴田郡大河原町）
- 宮城県道216号大河原停車場線 （柴田郡大河原町）
- 宮城県道115号蔵王大河原線（柴田郡大河原町、終点）
- 国道4号 （柴田郡大河原町、終点）